# Рожновский сельский совет (Ичнянский район)
Рожновский сельский совет (укр. Рожнівська сільська рада) — входит в состав
Ичнянского района
Черниговской области
Украины.
Административный центр сельского совета находится в 
с. Рожновка
.

## Населённые пункты совета
- с. Рожновка
- с. Довбни
- с. Максимовка